# Snowy Evans
Willy John „Snowy“ Evans (* 1891 in Hughenden, Queensland, Australien; † 1925 in Australien) war ein Maschinengewehr-Schütze aus der 53rd Battery der Royal Australian Artillery (RAA) während des Ersten Weltkriegs. Eine Dokumentation des Discovery Channel aus dem Jahr 2002 schrieb ihm den Abschuss des deutschen Jagdfliegers Manfred von Richthofen am 21. April 1918 zu. Die meisten Quellen schreiben den Abschuss Sergeant Cedric Popkin von der 24th Machine Gun Company zu. Vereinzelt nennen Quellen Robert Buie, ebenfalls 53rd Battery, als Schützen.

## Leben
Snowy Evans arbeitete vor seinem Eintritt in die Australian Imperial Force am 5. November 1914 als Schafscherer in Hughenden, Queensland. Am 8. Dezember 1914 wurde er als Trooper Evans (Service Number 598) der C-Schwadron des 5th Light Horse Regiment (5th LHR) zugeteilt. Evans verließ Australien mit seiner Heimat an Bord der HMAT Persic, die am 21. Dezember 1914 von Sydney in See stach. Die Einheit kämpfte während des Jahres 1915 abgesessen in der Schlacht von Gallipoli.
Evans wurde der Royal Australian Artillery am 27. März 1916 zugeteilt und an die Westfront versetzt. Im Jahr 1918 war er als Kanonier bei der 53rd Battery der 14th Field Artillery Brigade. Er wurde zusammen mit Buie zwei Tage nach dem Tod Richthofens für die Meritorious Service Medal vorgeschlagen. Evans kehrte am 3. Dezember 1918 nach Australien zurück. Er starb kinderlos im Jahr 1925.